# Natuurpark Coeur de Condroz

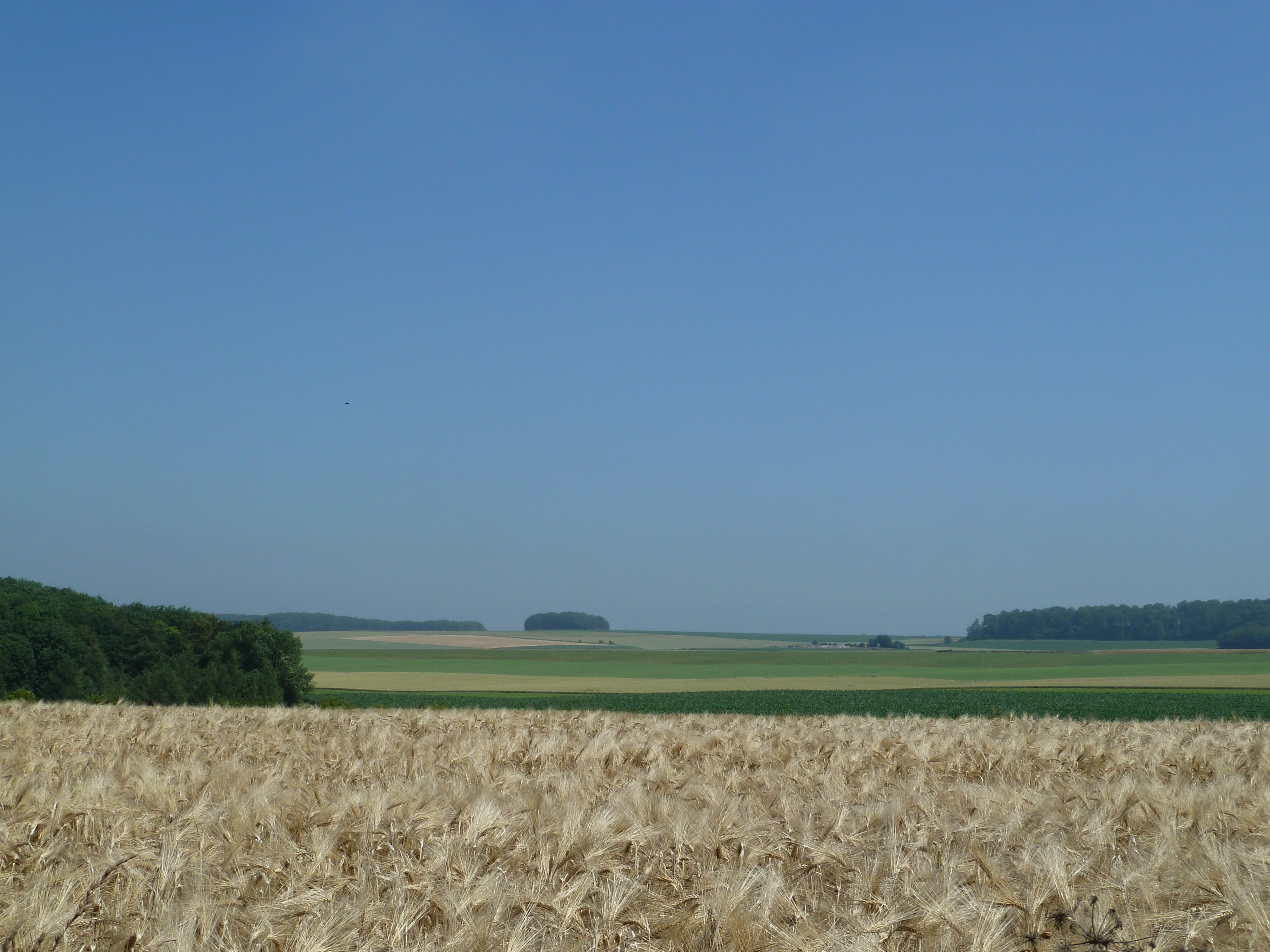

Het Natuurpark Coeur de Condroz (Frans: Parc naturel Coeur de Condroz) is een natuurpark in de Condroz in de provincie Namen in Wallonië (België). Het is het dertiende parc naturel van Wallonië en werd opgericht in december 2023. Het park strekt zich uit over de gemeentes Assesse, Ciney, Gesves, Hamois, Havelange, Ohey. Het landschap bestaat uit heuvelkammen (tiges) en valleien (chavées), bossen en landbouwgebied in het stroomgebied van de Samson en de Bocq.